# Jesse Gonzalez
José Luis „Jesse” González Gudina (ur. 25 kwietnia 1995 w Edenton) – amerykański piłkarz pochodzenia meksykańskiego występujący na pozycji bramkarza.
Jego rodzice wyemigrowali do Stanów Zjednoczonych z Meksyku.